# Budai György
Budai György (Budapest, 1953. február 14. – Budapest, 2007. január 31.) magyar üzletember, producer, mecénás.

## Tanulmányai
A József Attila Gimnáziumban érettségizett 1971-ben. 1984-ben szerzett jogi diplomát az ELTE Állam- és Jogtudományi Karán.

## Szakmai pályafutása
Üzletember volt, aki művészetszeretetből, mecénásként támogatta a magyar kultúrát és annak képviselőit. Számos tanulni vágyó tehetséget és értékes kezdeményezést segített hozzá a kibontakozás lehetőségéhez. A szellemi, anyagi és szervezési támogatást többnyire névtelenül és dokumentálatlanul nyújtotta a különböző művészeti és egyéb területeken.
Humanitása, személyiségének kisugárzása és önzetlen segítőkészsége sok alkotót és tehetséget segített a pályáján. Támogatásával jött létre az Emlékmű az 1956-os Forradalom és Szabadságharc Mártírjainak a 301-es parcellában (Jovánovics György szobrászművész alkotása). Budai György vásárolta meg a Szépművészeti Múzeum számára Böröcz András szobrászművész Akasztottak című szoborcsoportját. Támogatást nyújtott A dzsungel könyve (musical), a Valahol Európában (musical) alkotások létrehozásához.
Segítette Kovács Ferenc zeneművész pályáját, Fehér László festőművész tevékenységét, a Merlin Színház (Jordán Tamás), a Jazz+Az, a Sanyi és Aranka Színház (Lukáts Andor
) működését. 
A Szépművészeti Múzeumot ibér, kopt és parthus kisplasztikai alkotások megvásárlásához nyújtott adománnyal, valamint egy etruszk amphora és egy stamnoid olla ajándékozásával támogatta.
Budai György volt a producere BMC által kiadott Dés László Akasztottak (1998) című lemeznek.

## Filmjei (producerként)
- Kalózok (1999)
- Portugál (1999)
- Macerás ügyek (2000)
- Nexxt (2001)
- Kísértések (2002)
- Jött egy busz... (2002) A 34. Magyar Filmszemle díja – a legjobb producer (2003)[2]
- Libiomfi (2003) A 34. Magyar Filmszemle díja – a legjobb producer (2003)[3]

## Emlékezete
- Halálakor Jancsó Miklós: Dialóg Budai György halálára címmel emlékezett meg kivételes személyiségéről. (Holmi, 2007)[4]
- Nagy Árpád Miklós ókorkutató, a budapesti Szépművészeti Múzeum Antik Gyűjteményének munkatársa az Ókor folyóiratban megjelent Kroisos Egy athéni ifjú síremléke című írásában emlékezett meg róla.[5]
- Kovács Ferenc zene- és képzőművész emlékére írta a Somogyi Áldásos című dalt.[6]

## Budai György Emlékalapítvány
A Budai György emlékére létrehozott alapítvány 2017-ben portréfilmmel emlékezett meg névadója mecénási tevékenységéről (rendező: Jordán Tamás, zene: Kovács Ferenc, Kovács Sára)